# Llista de ciutats d'Israel

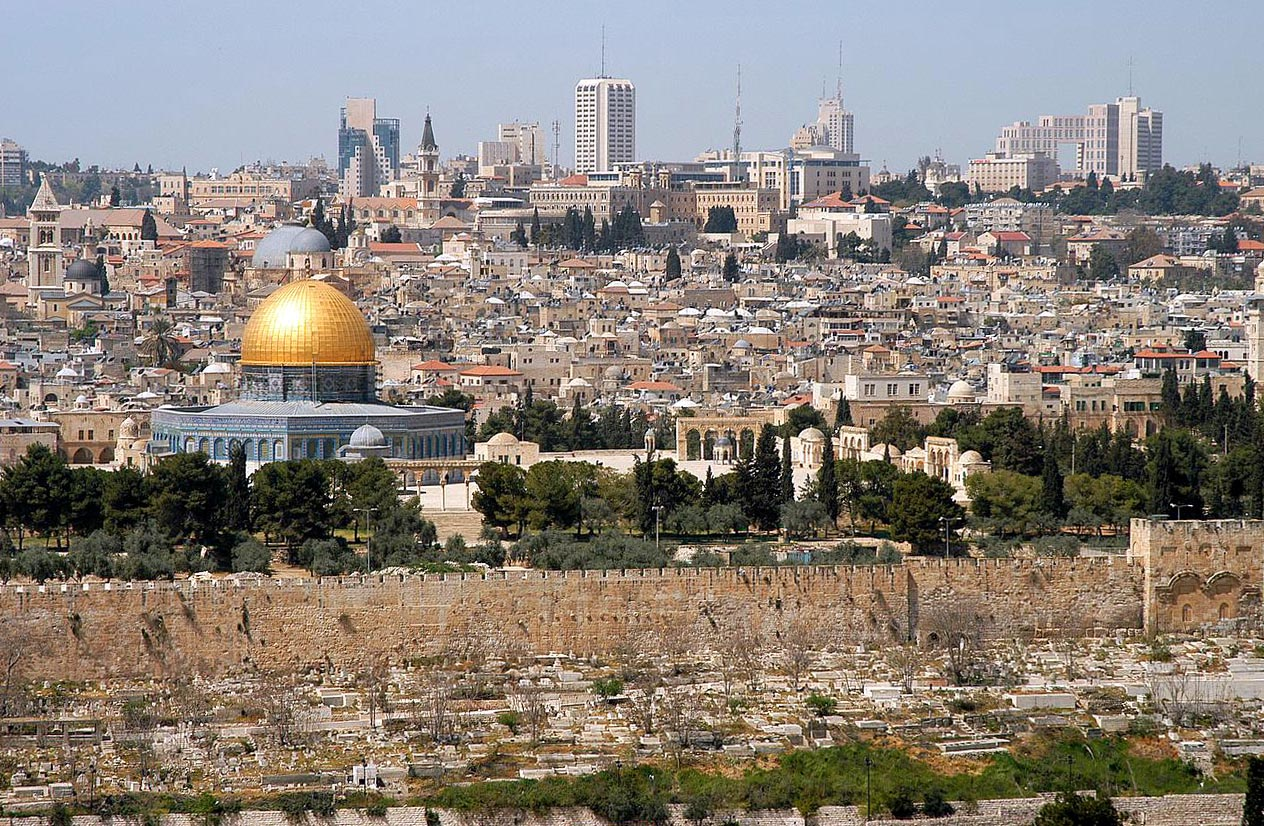
Jerusalem.

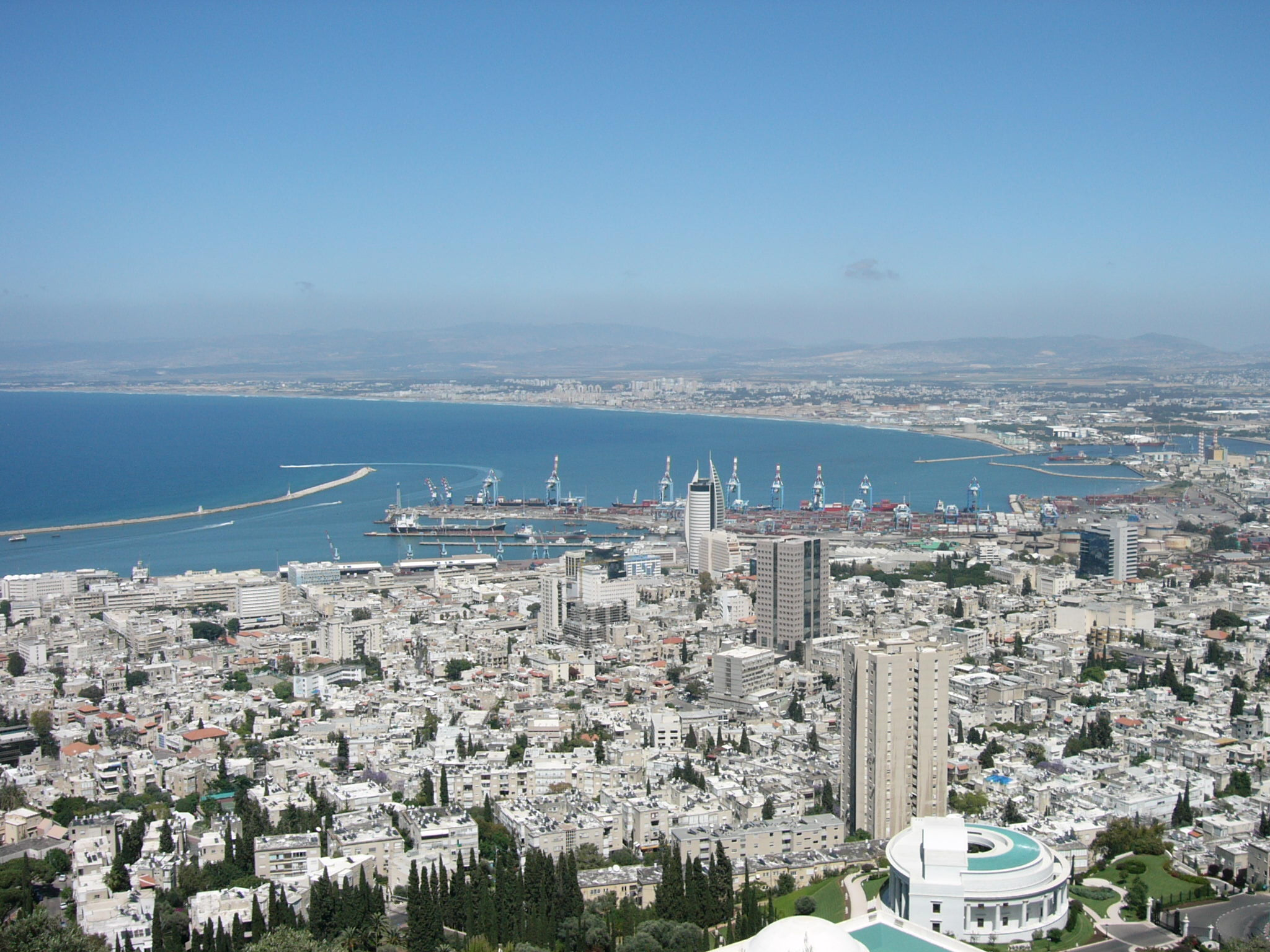
Haifa.

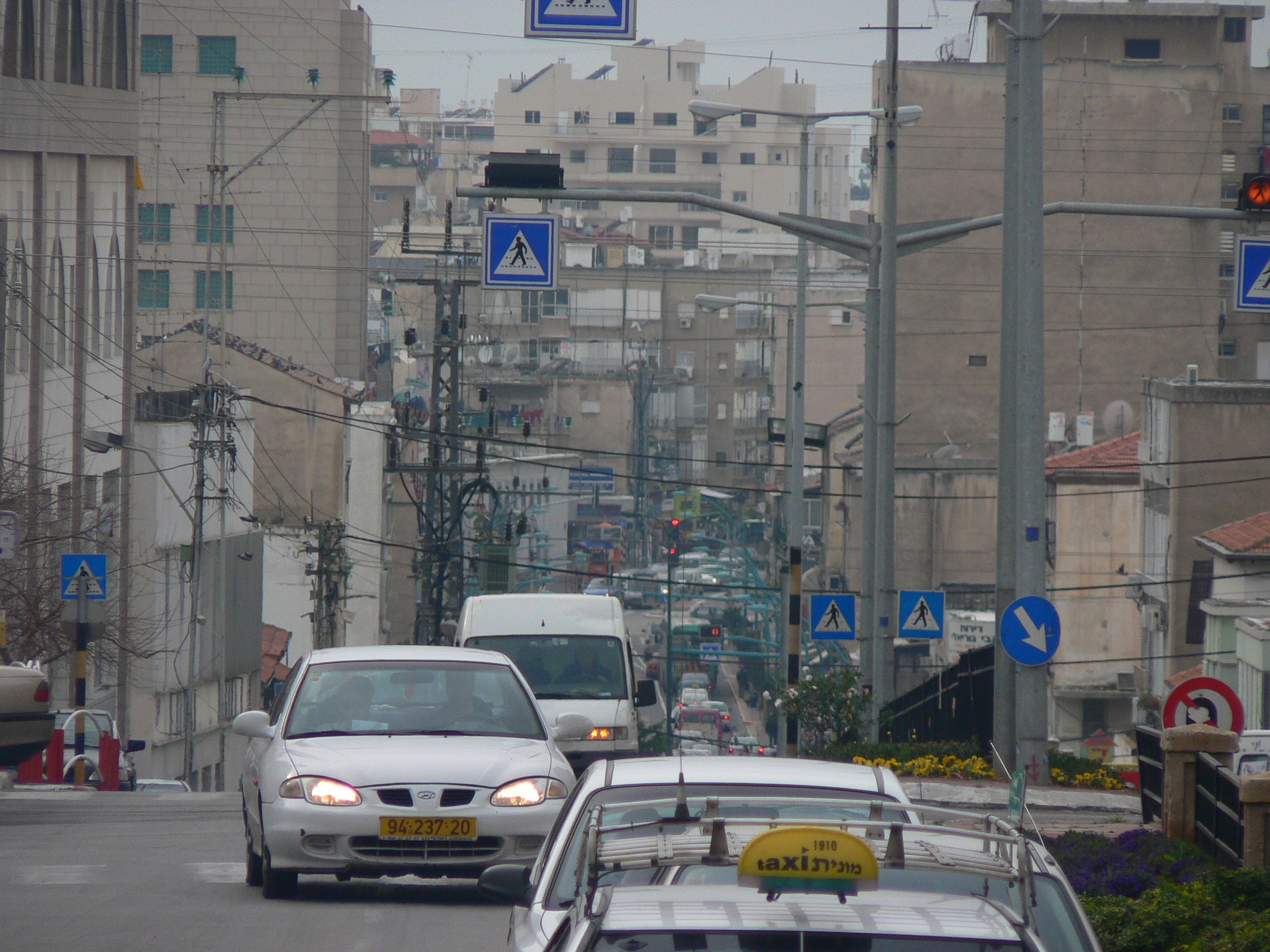
Rixon le-Tsiyyon.

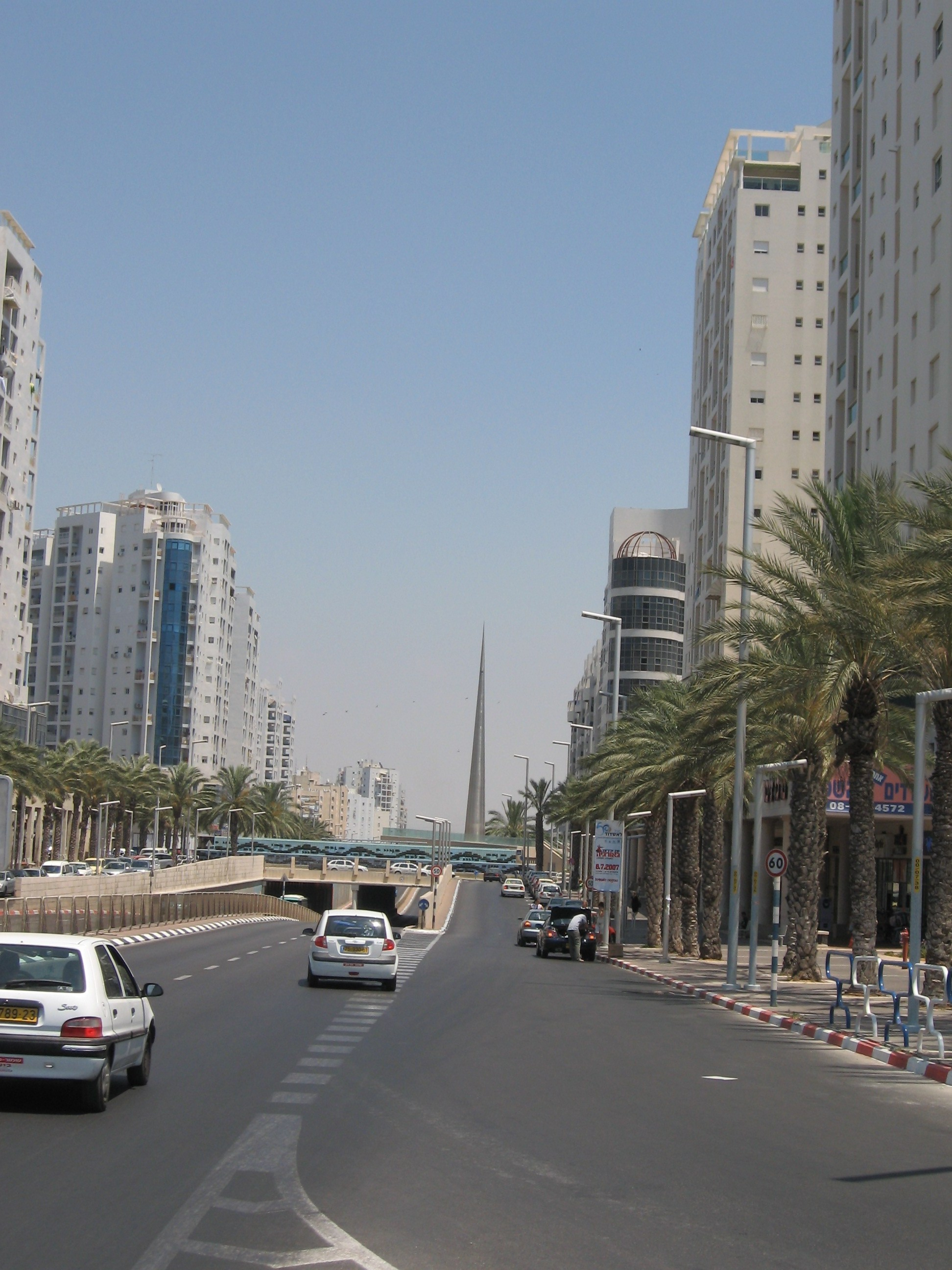
Asdod.

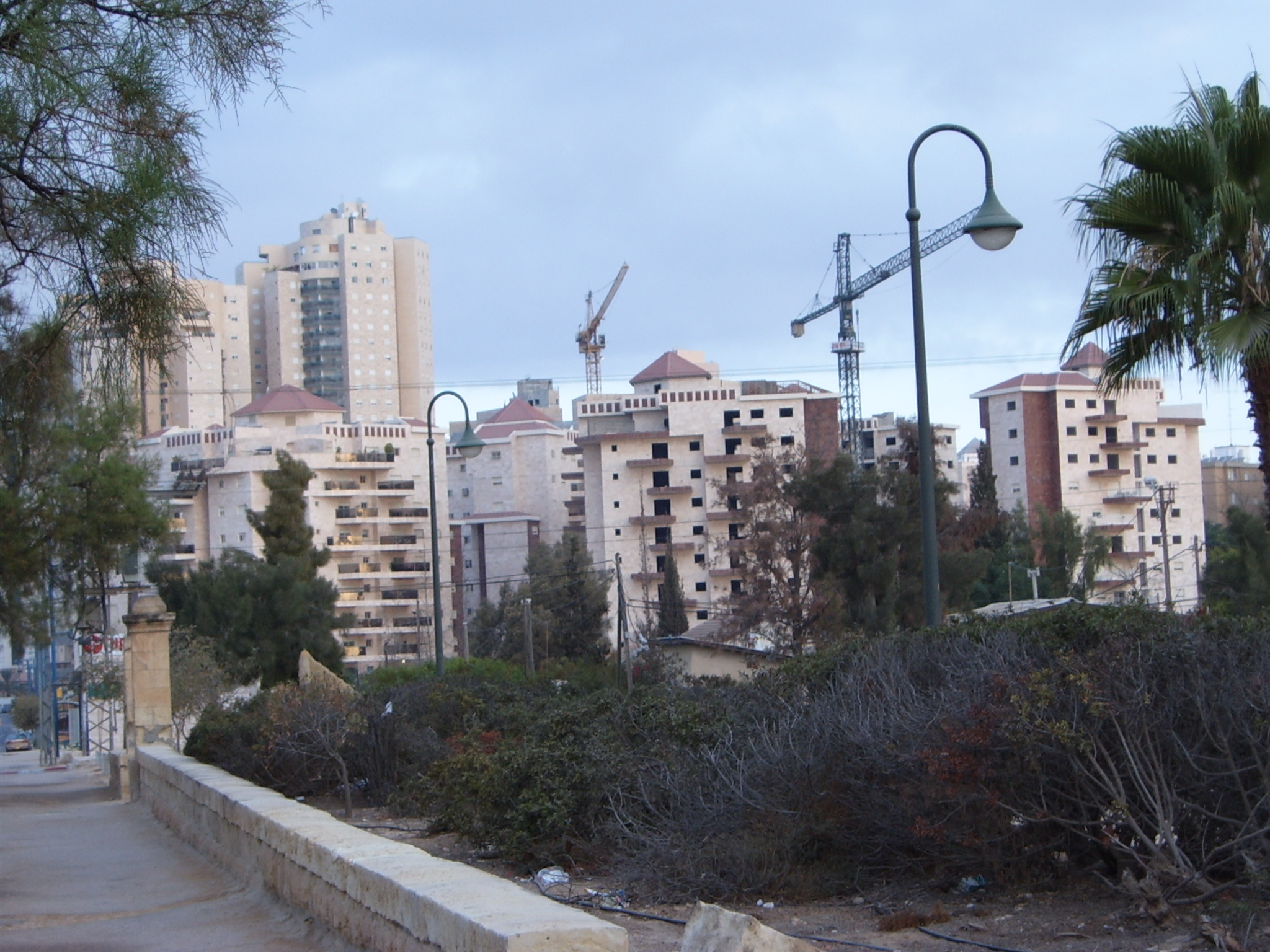
Beerxeba.

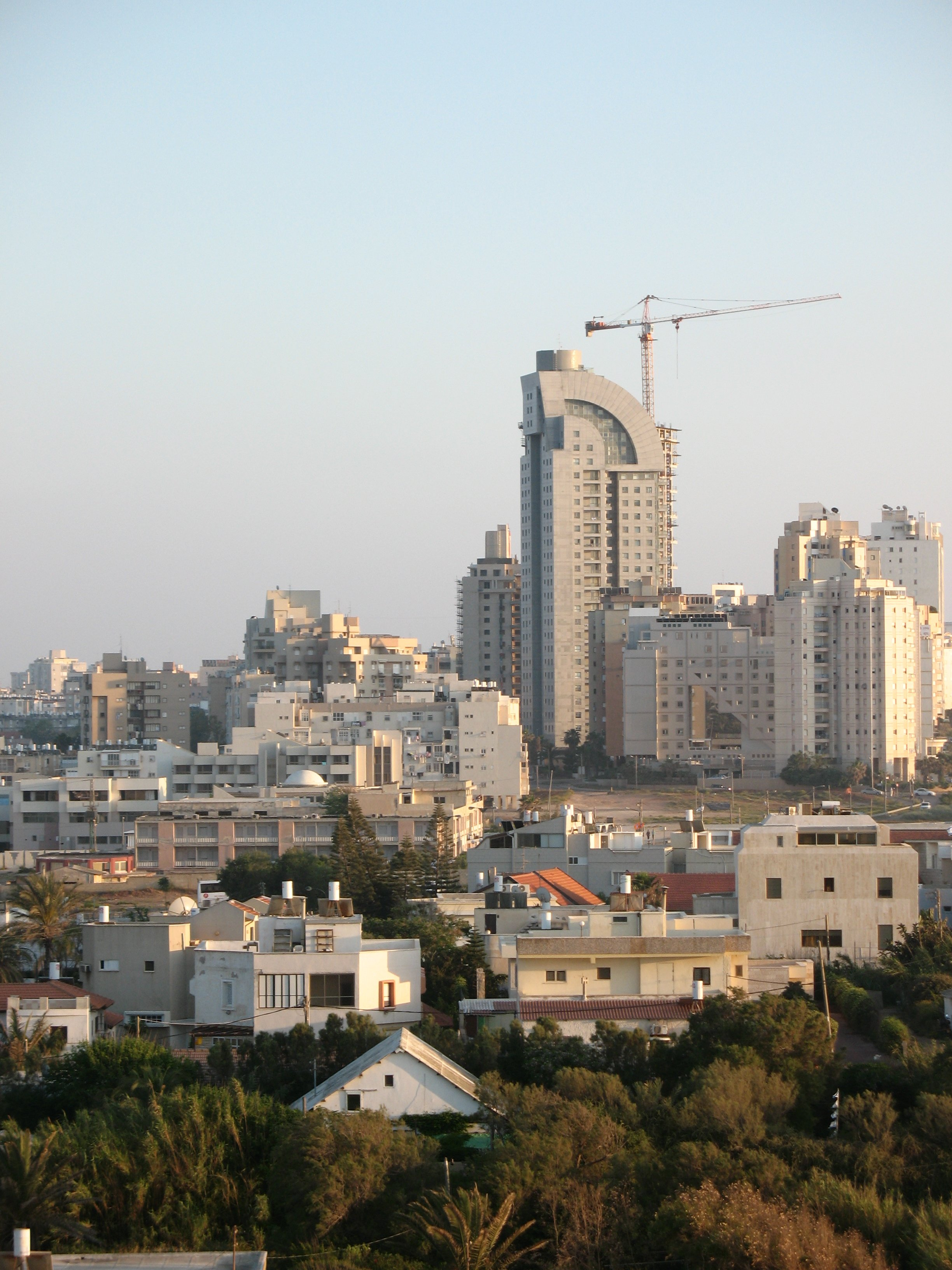
Netanya.

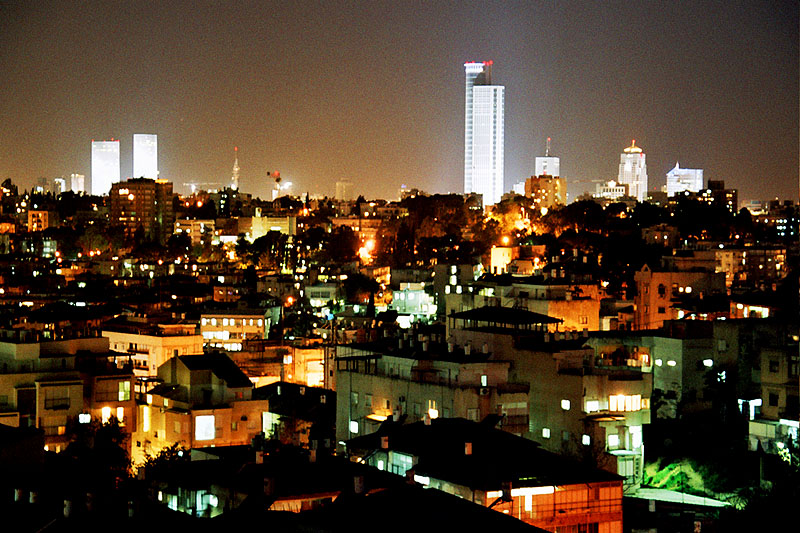
Bené-Berac.

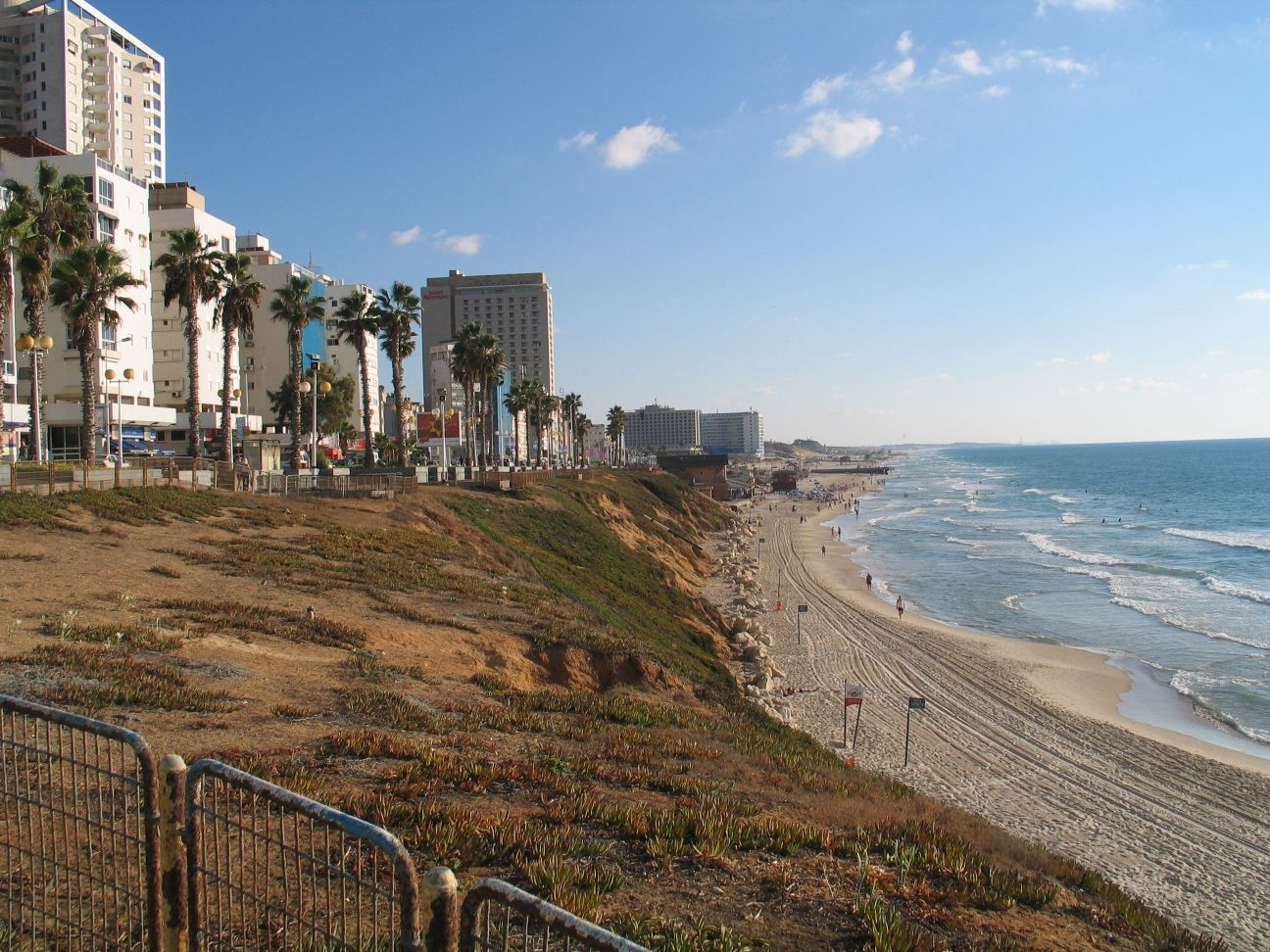
Bat Yam.

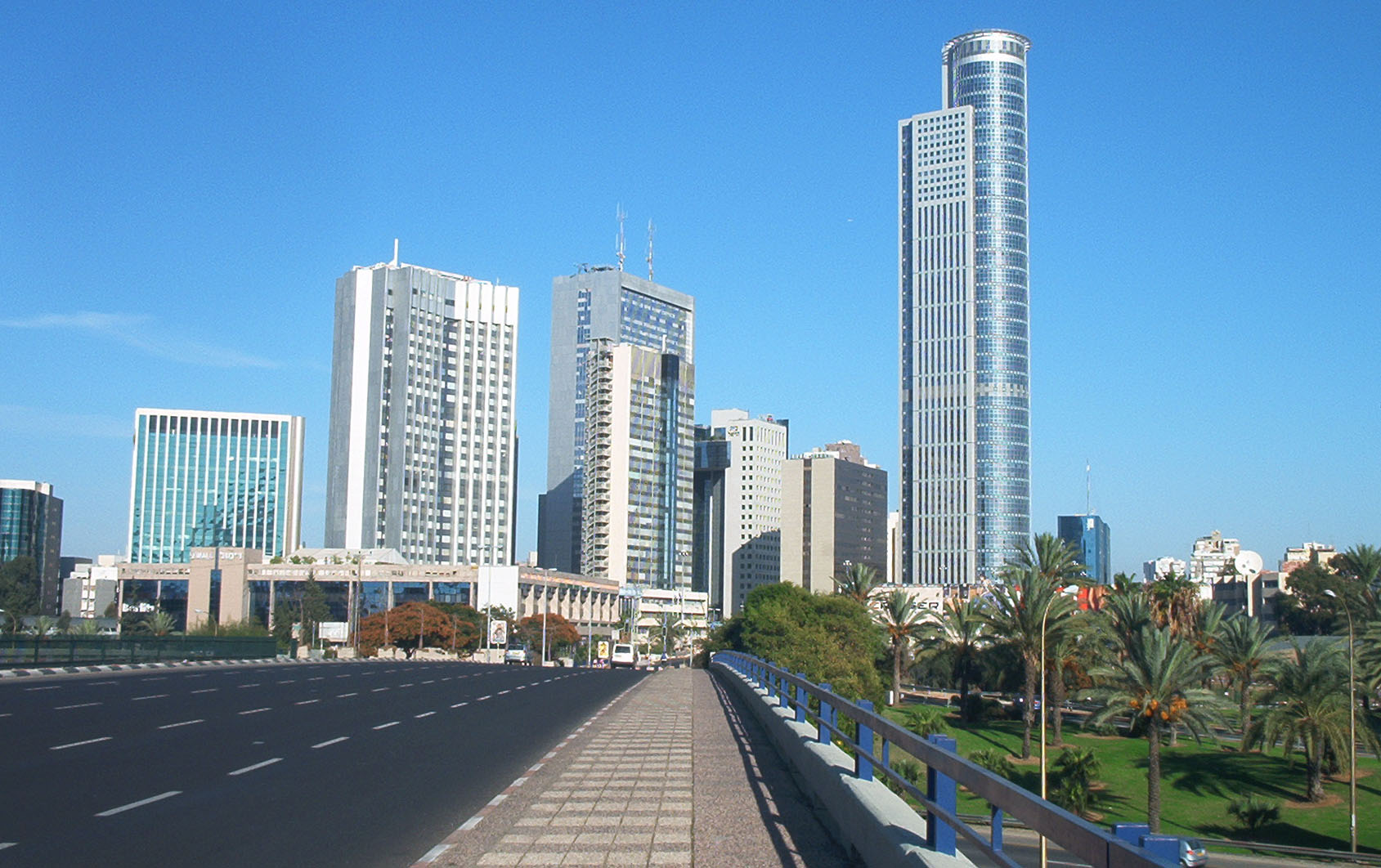
Ramat Gan.

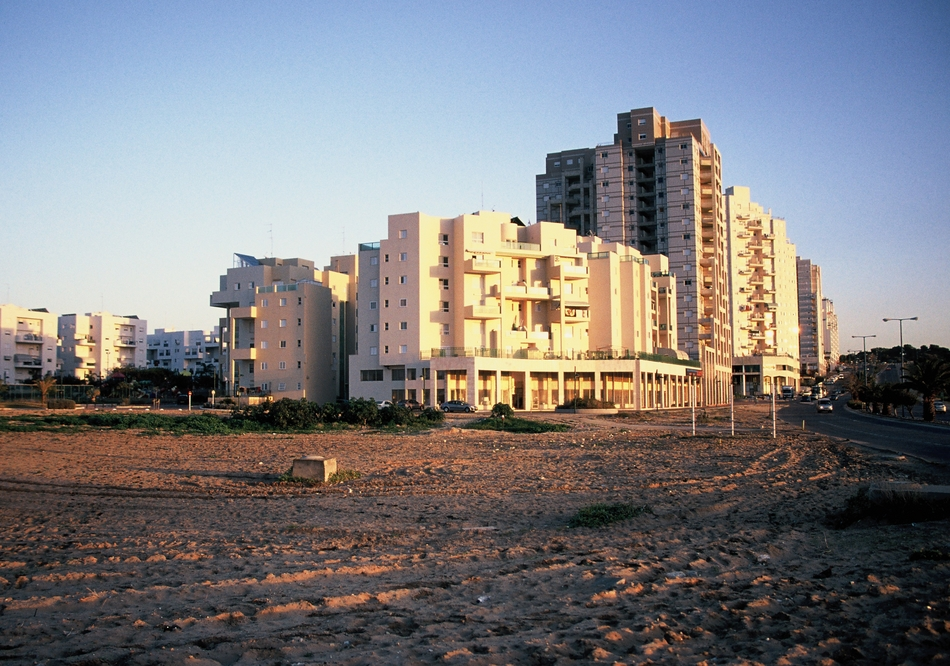
Ascaló.

Les ciutats israelianes d'aquesta llista són les ciutats d'Israel i assentaments israelians amb estatut de ciutat en l'Àrea de Judea i Samaria (Cisjordània). Jerusalem inclou la part oriental de la ciutat: Jerusalem Est. La llista es basa en l'índex actual de l'Oficina Central d'Estadístiques d'Israel (OCEI). Dins del sistema de govern local d'Israel, a un municipi urbà se li pot concedir un consell municipal, per part del Ministeri de l'Interior, quan la seva població supera els 20.000 habitants. El terme "ciutat" en general no fa referència als consells locals o aglomeracions urbanes, tot i que una ciutat definida conté sovint només una petita porció de la població d'una àrea urbana o àrea metropolitana. 73 municipis israelians es consideren ciutats.

## Ciutats d'Israel per districte, àrea i població.
Israel té 14 ciutats amb poblacions de més de 100.000 habitants, incloent Jerusalem amb més de 500.000 (incloent Jerusalem Est) i Tel-Aviv. En total, hi ha 76 municipis israelians als quals s'ha concedit la condició de "ciutat" per part del Ministeri de l'Interior.
La llista inclou quatre assentaments israelians a Cisjordània, una àrea fora del territori sobirà israelià. El Consell de Seguretat de les Nacions Unides, l'Assemblea General de les Nacions Unides, el Tribunal Internacional de Justícia, i el Comitè Internacional de la Creu Roja es refereixen a Cisjordània com una part dels territoris palestins ocupats. La superfície i la població de Jerusalem inclou la de Jerusalem Est, que ha estat de facto anexionada per Israel i ha estat incorporada dins dels límits municipals de Jerusalem sota la Llei de Jerusalem. Aquest fet, tanmateix, no és reconegut per la comunitat internacional que considera a Jerusalem Est com una part dels territoris palestins ocupats.
La següent taula mostra totes les ciutats israelianes per nom, districte, l'àrea i la població, d'acord amb les dades de l'Oficina Central d'Estadístiques d'Israel del 31 de desembre de 2016.